# أولاد بن ساسي (الغوالم)
أولاد بن ساسي هو دُوَّار يقع بجماعة كدية بني دغوغ، إقليم سيدي بنور، جهة الدار البيضاء سطات في المملكة المغربية. ينتمي الدوّار لمشيخة الغوالم التي تضم 15 دوار. يقدر عدد سكانه بـ 115 نسمة حسب الإحصاء الرسمي للسكان والسكنى لسنة 2004.

## روابط خارجية
- البوابة الوطنية للجماعات الترابية
- المندوبية السامية للتخطيط